# Stainless Games
Stainless Gamesは、イギリス ワイト島に本拠点を置く、ゲーム開発会社である。主にMicrosoft WindowsやXbox 360、Xbox Live Arcade環境で動作するゲームを開発している。カーマゲドンを開発した際に多大な評価を受け、それをきっかけに欧米諸国等で知られるようになった。

## 概要
元来、Stainless Gamesの社名はStainless Softwareだったが、1993年に企業のベテランとして知られていたPatrick Buckland・Neil Barden、そして、ザ・ボディショップに買収され、現在の名前となっている。初期は3Dアニメーション環境のゲーム開発を行っており、また、Times-Mirror Companyのために医療用ビデオの作成を行っていた。
また2006年にはBlitz GamesやPocketBike Racerなどの下請けを受けた。その後、会社は急速な発展を遂げた。

## ゲーム
- Happy Tree Friends: False Alarm(2008)
- RISK: Factions
- Magic: The Gathering – Duels of the Planeswalkers
- Red Baron PS3
- Red Baron PC
- Warlords
- Battle zone
- Atari Classics Evolved PSP (2007)
- Tempest (アーケードゲーム)Tempest (2007)
- Asteroids (PCゲーム)Asteroids/Asteroids Deluxe (2007)
- Missile Command (2007)
- Centipede (ゲーム)Centipede/Millipede (2007)
- PocketBike Racer (2006)
- Crystal Quest (2006)
- Novadrome (2006)
- Carmageddon II: Carpocalypse Now (1998)
- カーマゲドン (1997)